# Endurose
L’Endurose est une compétition d’enduro réservée aux femmes – de la débutante à l'experte – qui se déroule dans le Beaujolais, chaque année au mois de juillet. Elle a été créée en 2001 à l’initiative d’Anthony Bleton par le Team Tout Terrain Beaujolais (affilié à la FFM) et est la première compétition de ce genre dans le monde, ce qui a lui permis dès la première année d’attirer des concurrentes de toute l’Europe.

## Histoire
La première édition a lieu en 2001. En 2004, l'édition est annulée pour raisons administratives. En 2007, l’Endurose s’arrête.
Après une relance à Brioude en 2015, sur l’initiative du Moto Club de Brioude et de Ludivine Puy, l’Endurose revient dans le Beaujolais en 2016, 10 ans après la dernière édition,. Pour des raisons sanitaires liées au Covid-19, les éditions 2020 et 2021 sont annulées. En 2022, la compétition attire 85 concurrentes, dont une classe vétérane.

## Palmarès
Ce tableau présente les résultats « Top 5 » suivant les différentes éditions :
- Beaujolais : 2001 à 2003[9] et 2005 à 2006[9]
- Brioude (Haute-Loire) : 2015[5],[10]
- Beaujolais : 2016 à 2019[9] et 2022[8] à 2024[9]

| Édi. | 1ʳᵉ                   | 2ᵉ                   | 3ᵉ                    | 4ᵉ                 | 5ᵉ                   |
| ---- | --------------------- | -------------------- | --------------------- | ------------------ | -------------------- |
| 2001 | Maria-Teresa Pegoraro | Barbara Bettinelli   | Laurence Durosier     | Alice Geneste      | Enrica Perego        |
| 2002 | Alice Geneste         | Laurence Durosier    | Claudine Do           | Audrey Rossat      | Cendrine Abrial      |
| 2003 | Ludivine Puy          | Alice Geneste        | Audrey Rossat         | Michaela Knup      | Claudine Do          |
| 2005 | Ludivine Puy          | Alice Geneste        | Maria-Teresa Pégoraro | Audrey Rossat      | Anna Sappino         |
| 2006 | Ludivine Puy          | Alice Geneste        | Audrey Rossat         | Barbara Bettineli  | Stéphanie Bouisson   |
| 2015 | Juliette Paulhan      | Mauricette Brisebard | Anaïs Voldoire        | Laure Ponsonnaille | Noémie Perez         |
| 2016 | Juliette Berrez       | Raissa Terranova     | Anna Sappino          | Jessica Cormier    | Mauricette Brisebard |
| 2017 | Juliette Berrez       | Anna Sappino         | Mauricette Brisebard  | Raissa Terranova   | Marion Gagnoud       |
| 2018 | Juliette Berrez       | Anna Sappino         | Justine Furnon        | Heike Petrik       | Noémie Perez         |
| 2019 | Juliette Berrez       | Anna Sappino         | Marion Gagnoud        | Marine Lemoine     | Martina Beltrandi    |
| 2022 | Morgane Perez         | Anna Sappino         | Marion Gagnoud        | Camille Soul       | Caroline Cantoni     |
| 2023 | Marine Lemoine        | Lorna Lafont         | Lucie Vray            | Camille Soul       | Morgane Perez        |
| 2024 | Lorna Lafont          | Céline Braz          | Lana Curvelier        | Morgane Perez      | Géraldine Fournel    |